# Bombylius marebensis
Bombylius marebensis är en tvåvingeart som beskrevs av Greathead 1967. Bombylius marebensis ingår i släktet Bombylius och familjen svävflugor. Inga underarter finns listade i Catalogue of Life.